# Johannes Hofmann (Musiker)
Johannes Hofmann (geboren 1981 in Heilbronn) ist ein deutscher Musiker, Komponist und Sounddesigner.

## Leben und Wirken
Hofmann erhielt in der Kindheit Trompeten- und Klavierunterricht und spielte in verschiedenen Bands. 1998 gründete er die Ska-Band Nebrasska, schrieb für die Gruppe eine Reihe von Songs und Arrangements und war Koproduzent von vier CD-Publikationen. Nach dem Abitur absolvierte er eine Ausbildung zum Mediengestalter Bild und Ton beim Bayerischen Rundfunk (BR) in München mit dem Schwerpunkt Tontechnik und Sounddesign. Beim BR komponierte und produzierte er aber auch bereits mehrere Klangcollagen, Hörspiele und Kurzfilme. Von 2005 bis 2006 war er dort als Tontechniker und Produktionsassistent angestellt und sammelte parallel dazu erste Erfahrungen als Bühnenkomponist in der Zusammenarbeit mit Philipp Becker.
Von 2006 bis 2010 studierte Hofmann Musik an der Universität der Künste Berlin (u. a. Komposition bei Daniel Ott und Trompete bei Konradin Groth) sowie Geschichte an der Humboldt-Universität. Bereits während seines Studiums begann eine langjährige Zusammenarbeit mit dem Regisseur Antú Romero Nunes, die sie unter anderem 2010 erneut in ihre gemeinsame schwäbische Heimat ans Theater Lindenhof in Melchingen führte, wo sie Kleists Michael Kohlhaas realisierten. An dieser Bühne arbeitete Hofmann auch mit dem Regisseur Philipp Becker zusammen, unter anderem für eine Experimentalfassung von Karl Schönherrs Der Weibsteufel.
Seit 2006 arbeitet er als Komponist, musikalischer Leiter und Produzent für Oper-, Theater- und Hörspielproduktionen. Unter anderem arbeitet er mit Elsa-Sophie Jach, Anna Bergmann, Antú Romero Nunes, Philipp Becker, Peter Kastenmüller, Ronny Jakubaschk, Katrin Plötner, Armin Petras, Franziska Autzen, und Martin Laberenz zusammen. Diese Arbeiten führten ihn u. a. an die Komische Oper Berlin, Bayerische Staatsoper München, das Grand Théâtre de Genève, das Burgtheater Wien, das Schauspielhaus Zürich, das Thalia Theater Hamburg, das Maxim-Gorki-Theater in Berlin und ans Schauspiel Frankfurt sowie ans Staatstheater Stuttgart, Staatstheater Dresden, Bühnen Bern, Theater Basel und das NTGent, Schweizer Rundfunk und das Rikstheatern Schweden.
2019 wurde seine ‹Sinfonie Nr. 1, op. 56 für großes Orchester, Solo-Trompete, Solo-Cello und Solo-Marimbaphon› von der Württembergischen Philharmonie Reutlingen unter der Leitung von Gabriel Venzago uraufgeführt.

## Werke

### Klassische Werke
- 2019: Humanity, Opus 53 für Solo-Sopran, großen gemischten Chor und Orchester – ML: Uschi Krosch, HAW-Chor Hamburg, Rungholt Ensemble Hamburg, St. Johannis-Harvestehude Hamburg[3]
- 2019: Sinfonie No 1, Opus 56 für großes Orchester, Solo-Trompete, Solo-Cello und Solo-Marimbaphon – ML: Gabriel Venzago, Württembergische Philharmonie Reutlingen, Solo-Trompete: Matthew Brown, Solo-Cello: Fried Dähn, Solo-Marimbaphon: Markus Kurz, PAUSA-Bogenhalle, Mössingen[2][4]
- 2020: Nihil Esse Respondendum, Opus 60 für großen gemischten Chor, Saxophonquartett und Schlagwerkquartett, ML: Uschi Krosch, HAW-Chor Hamburg, clair obscur, elbtonal percussion, St. Johannis Harvestehude, Hamburg[5]
- 2022: Loops & Reflections, Opus 7ß, für Blockflöten und Klaviertrio, i. A. von Spark, Bodenseefestival 2022.
- 2023: Konzert für Marimba & Orchester No1, Opus 80, I.A. Haller Sinfonieorchester + Lukas Zeuner, 2023, ML: Susanne Kolb, Solist: Lukas Zeuner, Haller Sinfonieorchester.

### Musiktheater Werke (Komposition)
- 2013: Don Giovanni. Letzte Party nach Lorenzo da Ponte und Wolfgang Amadeus Mozart – Thalia Theater Hamburg
- 2013: Alice nach Lewis Carroll – Schauspielhaus Zürich
- 2013: Ein Dorf im Widerstand von Franz Xaver Ott – Regie: Philipp Becker – Theater Lindenhof in Melchingen / Ruhrfestspiele Recklinghausen
- 2016: Der Vampyr nach Heinrich Marschner – Komische Oper Berlin
- 2016: Tell – ein Festspiel der Freiheit nach Friedrich Schiller, Regie: Philipp Becker, Telespiele Altdorf[6]
- 2017: Mutter Courage und ihre Kinder von Bertolt Brecht, Musik: Paul Dessau, Chor-Kompositionen: Johannes Hofmann, Regie: Philipp Becker – Thalia Theater Hamburg[7]
- 2019: Orpheus, Musiktheater nach dem Mythos – Thalia Theater Hamburg[8]
- 2019: Max und Moritz von Wilhelm Busch – Berliner Ensemble[9]
- 2019: Aufstieg und Fall einer Firma von Franz Xaver Ott, Regie: Philipp Becker, Theater Lindenhof in Melchingen[10]
- 2020: Metamorphosen nach Ovid, Regie: Antu Romero Nunes, Theater Basel[11]
- 2023: Garland, Regie: Katrin Plötner, Staatstheater Dresden
- 2024: Die Erfindung des Jazz im Donbass, Regie: Armin Petras, Theater Bremen

### Musiktheater Werke (Musikalische Leitung)
- 2012: Zeit zu Lieben / Zeit zu Sterben von Fritz Kater – Maxim-Gorki-Theater Berlin
- 2013: Don Giovanni. Letzte Party nach Lorenzo da Ponte und Wolfgang Amadeus Mozart – Thalia Theater Hamburg
- 2013: Alice nach Lewis Carroll – Schauspielhaus Zürich
- 2016: Tell – ein Festspiel der Freiheit nach Friedrich Schiller, Regie: Philipp Becker, Telespiele Altdorf[6]
- 2017: Mutter Courage und ihre Kinder von Bertolt Brecht, Musik: Paul Dessau, Chor-Kompositionen: Johannes Hofmann, Regie: Philipp Becker – Thalia Theater Hamburg[7]
- 2019: Orpheus, Musiktheater nach dem Mythos – Thalia Theater Hamburg[8]
- 2019: Max und Moritz von Wilhelm Busch – Berliner Ensemble[9]
- 2020: Metamorphosen nach Ovid, Regie: Antu Romero Nunes, Theater Basel[11]
- 2023: Garland: Regie: Katrin Plötner, Staatstheater Dresden.
- 2024: Die Erfindung des Jazz im Donbass, Regie: Armin Petras, Theater Bremen

### Bühnenmusiken
- 2008: Lenz nach Georg Büchner – Regie: Philipp Becker – Stadttheater Bern
- 2009: Tell the Truth von Marcel Luxinger – Regie: Ronny Jakubaschk – Theater Basel
- 2009: Der Weibsteufel von Karl Schönherr – Regie: Philipp Becker – Theater Lindenhof in Melchingen
- 2009: Invasion von Jonas Hassen Khemiri – Regie: A. Romero Nunes Garage am Thalia Theater Hamburg
- 2009: Abgesoffen, nach dem Roman von Carlos Eugenio López (Uraufführung) Regie: A. Romero Nunes –  Schauspiel Frankfurt
- 2009: Der Geisterseher nach Friedrich Schiller – Regie: A. Romero Nunes -  Maxim-Gorki-Theater Berlin
- 2009: Mein Name sei Gantenbein von Max Frisch – Regie: Philipp Becker – Stadttheater Bern
- 2009: Angst obs wer merkt von Gerhild Steinbuch – Regie: Philipp Becker – Stadttheater Bern
- 2010: Das war ich nicht nach Kristof Magnusson – Regie: Ronny Jakubaschk – Theater Basel
- 2010: Atropa. Die Rache des Friedens von Tom Lanoye – Regie: A. Romero Nunes -  Thalia Theater Hamburg
- 2010: Michael Kohlhaas von Heinrich von Kleist - Regie: A. Romero Nunes – Theater Lindenhof in Melchingen
- 2010: Das Prinzip Meese von Oliver Kluck – Regie: A. Romero Nunes - Maxim-Gorki-Theater Berlin
- 2010: Sinn von Anja Hilling – Regie: A. Romero Nunes - Schauspiel Essen
- 2010: Peer Gynt von Henrik Ibsen in der Übertragung von Regie: A. Romero Nunes – Schauspiel Frankfurt
- 2011: Ein Sommernachtstraum von William Shakespeare – Regie: Ronny Jakubaschk – Theater Magdeburg
- 2011: Rocco und seine Brüder nach Luchino Visconti – Regie: A. Romero Nunes -  Maxim-Gorki-Theater Berlin
- 2011: Merlin oder Das wüste Land von Tankred Dorst – Regie: A. Romero Nunes - Thalia Theater Hamburg
- 2011: Die Familie Schroffenstein von Heinrich von Kleist – Regie: A. Romero Nunes - Maxim-Gorki-Theater Berlin
- 2011: Der zerbrochene Krug von Heinrich Kleist – Regie: Ronny Jakubaschk – Theater Basel
- 2012: Barbarella nach Jean-Claude Forest – Regie: Petra Barcal – Theater Basel
- 2012: Solaris nach Stanislaw Lem – Regie: A. Romero Nunes - Schauspielhaus Zürich
- 2012: Die Räuber nach Friedrich Schiller – Regie: A. Romero Nunes - Maxim-Gorki-Theater Berlin
- 2012: Zeit zu Lieben / Zeit zu Sterben von Fritz Kater – Maxim-Gorki-Theater Berlin
- 2013: Don Giovanni. Letzte Party nach Lorenzo da Ponte und Wolfgang Amadeus Mozart – Thalia Theater Hamburg
- 2013: Ein Dorf im Widerstand von Franz Xaver Ott – Regie: Philipp Becker – Theater Lindenhof in Melchingen / Ruhrfestspiele Recklinghausen
- 2013: Alle Anderen nach Maren Ade – Regie: Ronny Jakubaschk – Theater Bielefeld
- 2013: Alice nach Lewis Carroll – Schauspielhaus Zürich
- 2013: Eva Braun – Regie: Petra Barcal – Treibstoff Basel
- 2013: Moby Dick nach Herman Melville – Regie: A. Romero Nunes -  Thalia Theater Hamburg
- 2013: N’ Haufen Kohle, ein freies Projekt – Regie: A. Romero Nunes - Maxim-Gorki-Theater Berlin
- 2014: Das Geisterhaus von Isabel Allende – Regie: A. Romero Nunes - Akademietheater Wien
- 2014: Guillaume Tell von Gioachino Rossini – Regie: A. Romero Nunes - Bayerische Staatsoper München
- 2014: Der Ring: Rheingold/Walküre nach Richard Wagner Regie: A. Romero Nunes – Thalia Theater Hamburg
- 2014: Arsen und Spitzenhäubchen von Joseph Kesselring – Regie: Ronny Jakubaschk – Staatstheater Mainz
- 2014: Die Marquise von O./Drachenblut nach Heinrich Kleist / Christoph Hein – Regie: Armin Petras – Staatstheater Stuttgart
- 2014: Molly Sweeney von Brian Friel – Regie: Philipp Becker – Theater Lindenhof in Melchingen / Ruhrfestspiele Recklinghausen
- 2015: Der Ring: Siegfried/Götterdämmerung nach Richard Wagner – Regie: A. Romero Nunes - Thalia Theater Hamburg
- 2015: Die Macht der Finsternis von Leo Tolstoi – Regie: A. Romero Nunes - Akademietheater Wien
- 2015: Die Dreigroschenoper von Bertolt Brecht – Regie: A. Romero Nunes - Thalia Theater Hamburg
- 2015: Hotel Europa oder Der Antichrist, ein Projekt frei nach Joseph Roth – Akademietheater Wien
- 2016: Tell – ein Festspiel der Freiheit nach Friedrich Schiller, Regie: Philipp Becker, Telespiele Altdorf[6]
- 2016: Dit Zijn De Namen  nach dem Roman von Tommy Wieringa, Regie: Philipp Becker – NT Gent[12]
- 2016: Das Schloßnach Franz Kafka – Regie: A. Romero Nunes - Thalia Theater Hamburg[13]
- 2016: Richard 3 von William Shakespeare – Regie: A. Romero Nunes - Thalia Theater Hamburg[14]
- 2017: Die Odyssee, nach Homer – Regie: A. Romero Nunes - Thalia Theater Hamburg (Eingeladen zum Theatertreffen 2018)[15]
- 2017: Caligula, Albert Camus – Regie: A. Romero Nunes - Berliner Ensemble
- 2017: Auerhaus von Bob Bjerg, Regie: Franziska Autzen – Thalia Theater Hamburg[16]
- 2017: Isabelle H. geopfert wird immer von Thomas Köck, Regie: Franziska Autzen – Thalia Theater Hamburg[17]
- 2017: Mutter Courage und ihre Kinder von Bertolt Brecht, Musik: Paul Dessau, Chor-Kompositionen: Johannes Hofmann, Regie: Philipp Becker – Thalia Theater Hamburg[7]
- 2018: Im Herzen der Gewalt von Eduard Louis, Regie: Franziska Autzen, Thalia Theater Hamburg[18]
- 2018: Michael Kohlhaas von Heinrich von Kleist -Regie: A. Romero Nunes - Thalia Theater Hamburg[19]
- 2018: Macbeth von William Shakespeare – Regie: A. Romero Nunes - Burgtheater Wien[20]
- 2018: Der Steppenwolf von Hermann Hesse, Regie: Philipp Becker, Staatstheater Stuttgart,[21]
- 2019: Max und Moritz von Wilhelm Busch – Regie: A. Romero Nunes - Berliner Ensemble[9]
- 2019: Orpheus, Musiktheater nach dem Mythos – Regie: A. Romero Nunes - Thalia Theater Hamburg[8]
- 2019: Aufstieg und Fall einer Firma von Franz Xaver Ott, Regie: Philipp Becker, Theater Lindenhof in Melchingen[10]
- 2019: Dantons Tod von Georg Büchner, Regie: Armin Petras, Düsseldorfer Schauspielhaus[22]
- 2019: Neverland von Anne Haug und Antu Romero Nunes, Regie: Antu Romero Nunes, Thalia Theater Hamburg[23]
- 2020: Der Ursprung der Welt von Liv Strömquist, Regie: Franziska Autzen, Staatstheater Hannover[24]
- 2020: Ode an die Freiheit nach Friedrich Schiller, Regie: Antu Romero Nunes, Thalia Theater Hamburg[25]
- 2020: Metamorphosen nach Ovid, Regie: Antu Romero Nunes, Theater Basel[11]
- 2020: Der Räuber Hotzenplotz von Ottfried Preussler, Regie: Jörg Pohl und Antu Romero Nunes, Theater Basel[26]
- 2021: Katharina Blum nach Heinrich Böll, Regie: Franziska Autzen, Theater Konstanz[27]
- 2021: Der Meister und Magarita nach Michail Bulgakow, Regie: Martin Laberenz, Theater Basel[28]
- 2021: Onkel Wanja nach A. Tchechow, Regie: Antu Nunes, Theater Basel.
- 2021: Öl der Erde von Ella Hickson, Regie: Armin Petras, Staatstheater Hannover.
- 2021: Die Normalen - Ist kein Balsam auf Gilead von Anne Jelena Schulte, Regie: Peter Kastenmüller, Theater Bielefeld.
- 2021: Die Verlorenen von Ewald Palmetshofer, Regie: Franziska Autzen, Stadttheater Konstanz.
- 2021: Verlorene Illusionen nach H. Balzac, Regie: Martin Laberenz, Theater Basel.
- 2022: Ich fühls nicht von Liv Strömquist, Regie: Katrin Plötner, Staatsschauspiel Dresden.
- 2022: Cyrano de Bergerac, Regie: Ronny Jakubaschk, Neues Theater Halle
- 2022: Das Leben des Galilei, Regie: Ronny Jakubaschk, Badisches Staatstheater Karlsruhe
- 2022: Das Bildnis des Dorian Gray, Regie: Katrin Plötner, Theater Luzern
- 2022: Bestien, Wir Bestien, Regie: Franziska Autzen, Bühnen Bern
- 2023: Garland, Regie: Katrin Plötner, Staatsschauspiel Dresden.
- 2023: Animal Farm, Regie: Franziska Sturm, Stadttheater Konstanz.
- 2023: Minna von Barnhelm, Regie: Ronny Jakubaschk, Theatere Heidelberg.
- 2023: Fabian - Oder der Gang vor die Hunde, Regie: Martin Laberenz, Theater Bonn.
- 2024: Der Richter und sein Henker, Regie: Ronny Jakubaschk, Luzerner Theater[29]

## Hörspiel- und Filmmusiken
- 2011: Larissa, Dokumentarkurzfilm von Florian Hoffmann
- 2012: Bahnwärter Thiele  von Gerhart Hauptmann, Hörspiel, Regie: Susanne Heising – Schweizer Rundfunk[30]
- 2013: Iranian Voices von Oliver Kontny, Hörspiel, Regie: Oliver Kontny – Rikstheatern Schweden / DeutschlandRadio Kultur
- 2013: Hotel der Diktatoren, Dokumentarfilm, Regie: Florian Hoffmann – u. a. 2015 Hot Docs Canadian International Documentary Festival
- 2014: Widerstand ist Pflicht, Dokumentarfilm Kino von Katharina Thomas[31]
- 2014: Supermänner von Jens Steiner, Hörspiel, Regie: Susanne Heising – Schweizer Rundfunk[32]
- 2014: Kuschkow, Kurzfilm, Regie: Nadine Kluß
- 2015: Dunkle Geheimnisse Kaufen Kunst von Robert Woelfl, Hörspiel, Regie: Susanne Heising – Schweizer Rundfunk[33]
- 2020: Ode an die Freiheit nach Friedrich Schiller, 3 Theaterfilme, Regie: Martin Prinoth, Thalia Theater Hamburg[34]
- 2021: Pig Boy 1986-2358. Replay der Menschwerdung. Hörspiel, Regie: Susanne Janson, NDR / SRF 2021.